# Экспедиция Бальмиса
Экспедиция Бальмиса (исп. Expedición Balmis, официальное название Real Expedición Filantrópica de la Vacuna) — испанская миссия в области здравоохранения, длившаяся с 1803 по 1806 год под руководством врача Франсиско Хавьера де Бальмиса, в результате который было вакцинировано против оспы большое количество жителей Испанской Америки и части Азии.

## История
Оспа, завезённая в Испанскую Америку конкистадорами, приводила к смерти населения Америки. Она была причиной крупных эпидемий в XVI—XVIII веках. В конце XVIII века от оспы в Европе ежегодно умирало около 400 000 человек. Открытая Эдвардом Дженнером техника вакцинации людей инъекцией коровьей оспы стала практиковаться повсеместно. После прививки «лимфа» человека извлекалась из образовавшегося в месте укола пузырька, этим составом прививался следующий пациент. Таким образом был найден способ передавать эффективную защитную меру против страшной болезни
В ноябре 1794 года от оспы умерла дочь короля Испании Карла IV — инфанта Мария Тереза. К этому времени врачом Карла IV — Франсиско Хавьером де Бальмисом была написана «Инструкция по введению и консервированию вакцины» (исп. Instrucción sobre la introducción y conservación de la vacuna); он же перевёл с французского труд Луи-Жака Моро на эту же тему «Историко-практический трактат» (исп. Tratado histórico-práctico).
По совету Бальмиса в 1803 году Карлос IV приказал организовать экспедицию для распространения вакцины во всех заморских владениях Испанской империи (Америка и Филиппины). Его намерение состояло не только в том, чтобы вакцинировать местное население, но и в том, чтобы создать в некоторых городах пункты вакцинации, которые могли гарантировать сохранение вакцины для будущих поколений. Задачи, которые должна была решить миссия, заключались в следующем:
- Распространить вакцину из Королевства Испании во все заморские вице-королевства.
- Проинструктировать местных медицинских работников о необходимости непрерывной практики вакцинации населения в течение долгого времени.
- Создать «Советы по вакцинации» в вице-королевствах в виде центров по сохранению, производству и поставке активных вакцин для постоянной вакцинации.

Хавьер де Бальмис был назначен директором Королевского ордена в 1803 году, его заместителем назначили Жозепа Сальвани. Единственной женщиной в экспедиции была Исабель Сендалес, настоятельница приюта для подкидышей в Ла-Корунье, управляющая и наставница детей. Основная проблема, с которой столкнулся Хавьер де Бальмис, возглавлявший миссию, заключалась в том, чтобы сохранить вакцину в течение путешествия через океан. Чтобы не искать добровольцев, Бальмис решил взять с собой 22 детей-сирот (подкидышей) в возрасте от трёх до девяти лет — группу непривитых здоровых детей. Четверых детей взяли из приютов Мадрида (исп. Casa de Desamparados de Madrid) и 18 — из приютов Сантьяго-де-Компостела. Вакцина передавалась от одного ребёнка к другому каждые девять-десять дней. В числе детей был сын Исабель — девятилетний Бенито Велес. По пути «живой человеческий транспорт», пополнявший ампулы с вакциной, дополнялся рабами с Кубы, солдатами и 26 мексиканскими детьми.
Двоих детей вакцинировали сразу после отплытия, в течение недели у них появились характерные пузырьки (пустулы), их содержимым привили следующих двоих детей, затем следующих и так далее. Самый свежий материал хранили в специальных стеклянных ампулах, запечатывая их воском. Таким образом можно было добраться до разных этапов экспедиции с вакциной в идеальном состоянии.

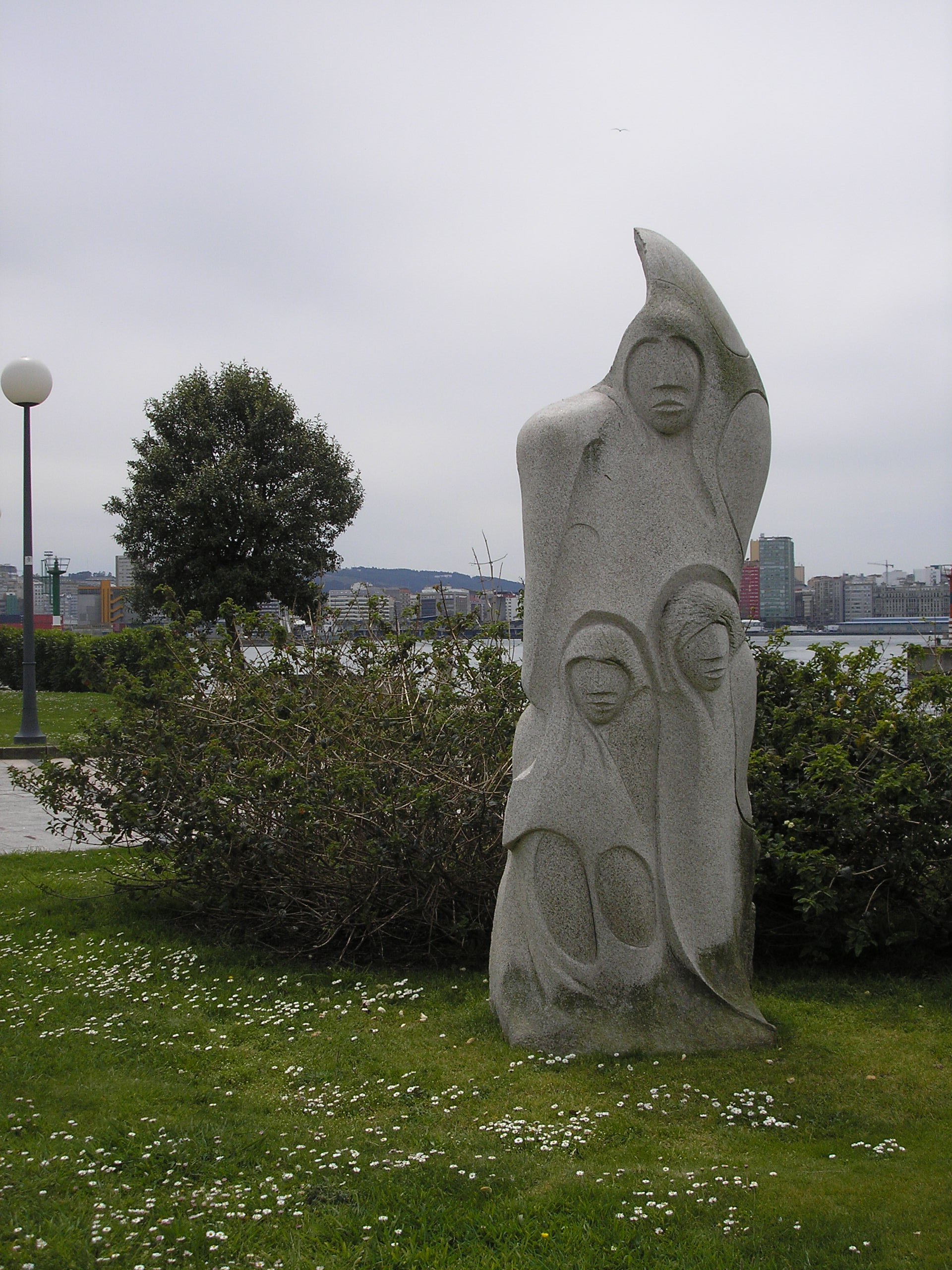
Памятник в Ла-Корунье в честь детей-сирот, принявших участие в экспедиции

30 ноября 1803 года корвет «Мария Пита» (назван в честь испанской героини обороны Ла-Коруньи) вышел в плавание из порта Ла-Корунья. На борту был экипаж, двадцать два ребёнка и медицинский персонал во главе с Хавьером де Бальмисом, а также Хосе Сальвани, врачи Мануэль Хулиан Грахалес, Антонио Гутьеррес Робредо, а также практикующие врачи Франсиско Пастор Бальмис, Рафаэль Лосано Переси и настоятельница приюта Casa de Expósito Исабель Сендаль Гомес.
Экспедиция достигла Санта-Крус-де-Тенерифе, и там медицинский персонал начал вакцинацию, распространяя её по странам Америки. 26 мая 1804 года экспедиция прибыла на Кубу в Гавану, где они обнаружили, что прививка от оспы уже была проведена благодаря деятельности Томаса Ромая. Затем в венесуэльском городе Ла-Гуайра испанская экспедиция разделилась: Бальмис поехал в Каракас, а Хосе Сальвани — в Новую Гранаду (современные Колумбия, Венесуэла, Эквадор и Панама), а затем в вице-королевство Перу (современные Перу, Чили и Боливия). Путешествие по этим территориям заняло у Сальвани шесть лет. Он умер в 1810 году в боливийской Кочабамбе. Исабель со своим сыном осталась жить в Пуэбле, в Испанию они не вернулись.
На территории современной Мексики Бальмис решил продолжить миссию вакцинации от оспы во владениях Испанской империи: он взял на борт ещё двадцать шесть детей, чтобы сохранить вакцину во время пересечения Тихого океана на борту корабля «Magallanes», и 8 февраля 1805 года из Акапулько отплыл в Манилу, прибыв туда 15 апреля 1805 года. В Маниле был создан Совет по вакцинам в качестве центра распространения вакцины на Филиппинских островах. Затем он направился в португальский анклав Макао на китайском побережье. Переход на борту фрегата Diligencia был очень тяжёлым, так как он попал в сильный тайфун. Из Макао на территорию Китая осуществлялись различные экспедиции по распространению вакцины. После этого Бальмис решил возвратиться в Испанию. По пути на родину он заехал на остров Святой Елены, убедив местные власти вакцинировать население. В Испанию экспедиция Бальмиса вернулась в сентябре 1806 года.

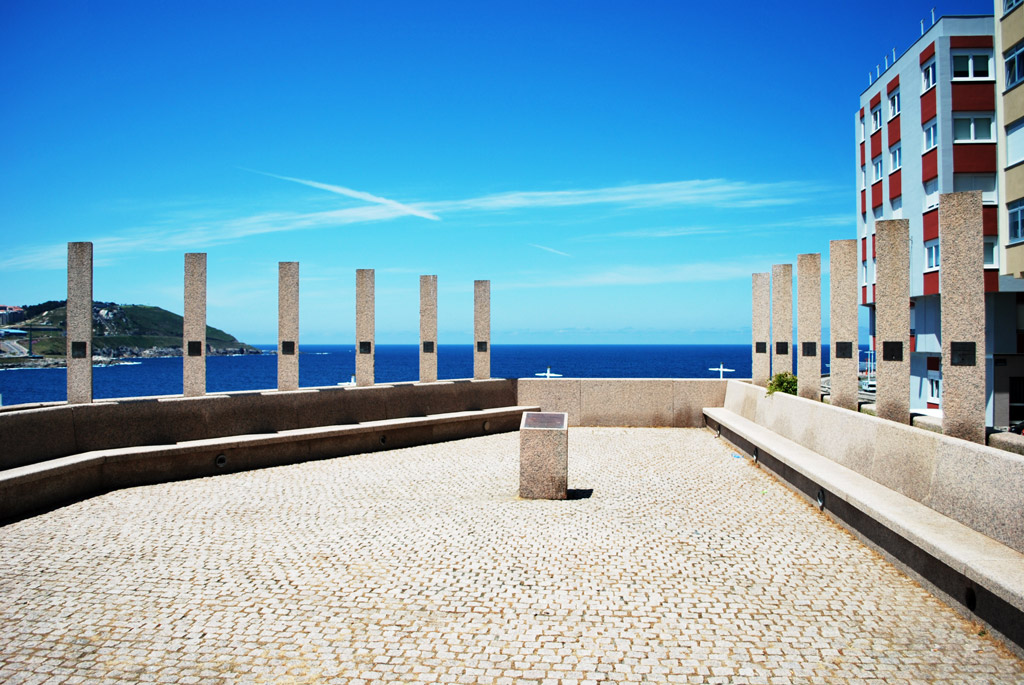
Памятник детям-сиротам

Экспедицию Бальмиса можно считать первой международной медицинской экспедицией в истории. Автор метода вакцинации против оспы Эдвард Дженнер писал о миссии:

Я не думаю, что в анналах истории есть пример столь благородной и обширной филантропии. Оригинальный текст (англ.)I don’t imagine the annals of history furnish an example of philanthropy so noble, so extensive as this.
— Эдвард Дженнер
Натуралист и путешественник Александр фон Гумбольдт назвал экспедицию Бальмиса «самым памятным путешествием в анналах истории»
В испанском музее Domus имеется мемориал, где установлены стелы в честь каждого ребёнка, участвовавшего в экспедиции Бальмиса. Венесуэльский писатель Андрес Беллодль написал пьесу «Венесуэла Консолада» (1804 г.), а североамериканская писательница Хулия Альварес — роман с названием «Спасти мир» (2006).